# エリー郡 (ペンシルベニア州)
エリー郡（英: Erie County）は、アメリカ合衆国ペンシルベニア州の北西隅に位置する郡である。人口は27万0876人（2020年）。郡庁所在地はエリーであり、同郡で人口最大の都市である。
エリー郡はその全体でエリー都市圏を構成している。

## 歴史
エリー郡は1800年3月12日にアレゲニー郡から分離して設立された。アレゲニー郡は1792年まで論争が続いていたエリー三角地帯を吸収していた。この年までニューヨーク州とペンシルベニア州の双方が領有を主張しており、連邦政府が仲裁するまでどの郡にも属していなかった。
エリー郡と隣接するクロウフォード郡、マーサー郡、ベナンゴ郡、ウォーレン郡の新設5郡は、当初自主的な運営ができなかったので、暫定的に地域の政治を管理するためにクロウフォード郡のミードビルで5郡管理組織が設立された。エリー郡が独自の郡役人を選んだのは1803年だった。
エリー郡は地下鉄道 (秘密結社)の中にあった。これは奴隷制度廃止運動家や自由黒人の社会の助けを借りて、エリー湖を通ってカナダに、ニューヨーク州を通って東部に、あるいはエリーに留まって、奴隷が自由の身分を得られるようにした組織だった。今日、自由への旅を考える教育プログラムとして、地下鉄道の経験に関する対話型教育が行われている。

## 地理
アメリカ合衆国国勢調査局に拠れば、郡域全面積は1,558平方マイル (4,035.2 km2)であり、このうち陸地798.9平方マイル (2,069 km2)、水域は759.1平方マイル (1,966 km2)で水域率は48.7%である。郡内の都市はエリー市とコリー市の2市だけである。
エリー郡の北東はニューヨーク州シャトークア郡、東はウォーレン郡、南はクロウフォード郡、西はオハイオ州アシュタビューラ郡と接している。北は直接エリー湖である。エリー湖の対岸はカナダなので、エリー郡は州内で唯一カナダと接する郡になっている。
北緯42度線より北にそこそこの土地があることでも州内唯一の郡である。

### 隣接する郡
- エリー湖 - 北
- シャトークア郡 (ニューヨーク州) - 北東
- ウォーレン郡 - 南東
- クロウフォード郡 - 南
- アシュタビューラ郡 (オハイオ州) - 南西

## 郡政府と政治
エリー郡の郡庁所在地はエリー市である。自治憲章を持っており、郡執行官によって運営されている。行政府のその他の役人としては、エリー郡会計監査官、同検死官、同地区検察官、同保安官、同事務官がいる。
郡執行官はエリー郡公選弁護人事務所について、公選弁護人長を指名する。また刑事事件諮問委員会のメンバーも指名する。
エリー郡公衆安全部と救急管理機関は、2008年1月にサミット・タウンシップにあるエリー郡職業訓練校近くに完成した公衆安全ビルに引っ越した。緊急コール対応や危険物処理はこの新施設を本拠に行われる。この建物は鉄筋コンクリート製であり、7つの新通信塔や非常時対応発電機を備え、藤田スケールF3の竜巻にも耐えられるように設計された。エリー郡矯正部は、エリー市の18番通り東と鉄道線の間、アッシュ通り沿いにあるエリー郡刑務所を運営している。

### 立法府
立法府は郡政委員会である。地理的に7つに分けられた選挙区で選ばれる7人の委員で構成されている。議長と副議長は互選で選ばれている。

### 司法府
司法府はエリー郡一般訴訟裁判所の判事9人と地区裁判所の地区裁判官15人で構成されている。裁判所の管理は地区裁判所管理官、副管理官、管理官補が行っている。エリー郡庁舎はエリー市中心街ペリー広場近くにある。

### 政治
2008年11月時点でエリー郡には185,081人の登録有権者がいた。
- 民主党: 102,061 (55.14%)
- 共和党: 62,861 (33.96%)
- その他の政党: 20,159 (10.89%)

エリー郡は州全体の選挙で民主党を支持する傾向にあり、2008年の選挙では州役人4人の全て民主党員を選んだ。2000年、2004年、2008年の各大統領選挙では、民主党候補がそれぞれ9%、8%、20%の支持率差で郡を制した。
エリー郡はアメリカ合衆国下院議員ペンシルベニア州第3および第5選挙区に属し、2013年時点ではどちらも共和党議員を選出している。ペンシルベニア州議会上院では第21および第49選挙区に属しており、下院では第1、第2、第3、第4および第5選挙区に属している。2013年時点で上院は共和党が2人、下院は民主党3人、共和党2人となっている。

## 人口動態
以下は2010年国勢調査による人口統計データである。
| 基礎データ - 人口: 280,566人 - 世帯数: 110,413 世帯 - 家族数: 70,196 家族 - 人口密度: 136人/km2（351人/mi2） - 住居数: 119,138軒 - 住居密度: 58軒/km2（149軒/mi2） 人種別人口構成 - 白人: 88.2% - アフリカン・アメリカン: 7.2% - ネイティブ・アメリカン: 0.2% - アジア人: 1.1% - 太平洋諸島系: 0.03% - その他の人種: 1.2% - 混血: 2.1% - ヒスパニック・ラテン系: 3.4% 先祖による構成 - ドイツ系：24.4% - ポーランド系：12.5% - イタリア系：12.3% - アイルランド系：10.1% - イギリス系：6.5% - アメリカ人：6.4% | 年齢別人口構成 - 20歳未満: 26.5% - 年齢の中央値: 39歳 - 性比（女性100人あたり男性の人口） - 総人口: 96.7 世帯と家族（対世帯数） - 18歳未満の子供がいる: 27.2% - 結婚・同居している夫婦: 45.4% - 未婚・離婚・死別女性が世帯主: 13.2% - 非家族世帯: 36.4% - 単身世帯: 29.3% - 65歳以上の老人1人暮らし: 11.3% - 平均構成人数 - 世帯: 2.42人 - 家族: 3.00人 |

## 都市と町

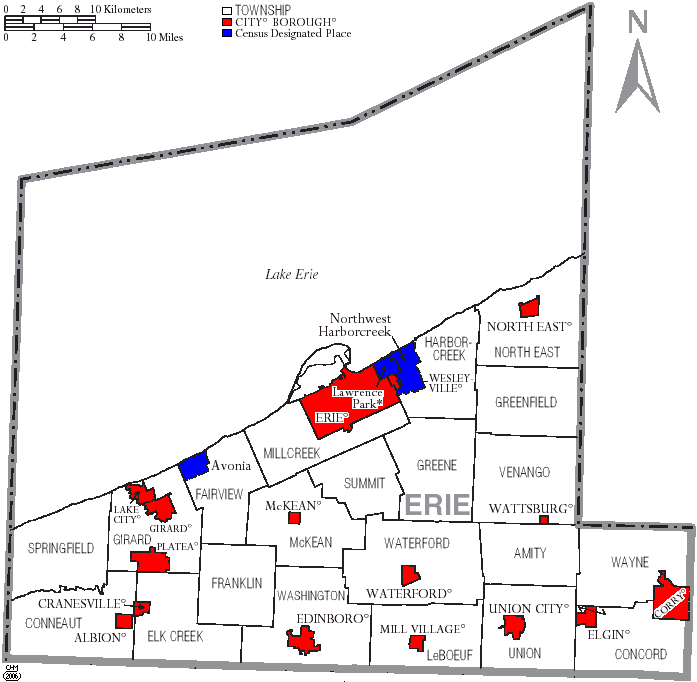
エリー郡の自治体、ボロは赤、タウンシップは白、国勢調査指定地域は青

ペンシルベニア州法の下では4種類の自治体がある。市、ボロ、タウンシップ、町である。

### 都市
- コリー
- エリー - 郡庁所在地

### ボロ
| - アルビオン - クレインズビル - エディンバラ - エルジン - ジラード | - ライクシティ - マッキーン - ミルビレッジ - ノースイースト - プラティ | - ユニオンシティ - ウォーターフォード - ワッツバーグ - ウェズレイビル |

### タウンシップ
| - アミティ - コンコード - コノート - エルククリーク - フェアビュー - フランクリン - ジラード | - グリーン - グリーンフィールド - ハーバークリーク - ローレンスパーク - ルビューフ - マッキーン - ミルクリーク - ノースイースト | - スプリングフィールド - サミット - ユニオン - ベナンゴ - ワシントン - ウォーターフォード - ウェイン |

### 国勢調査指定地域
国勢調査指定地域はアメリカ合衆国国勢調査局が人口統計データを取るために設定した地域である。州法の下では実際の司法権が及ぶ範囲ではない。村などその他の未編入領域も下記に挙げる。
| - アボニア - フェアビュー - ローレンスパーク | - ノースウェストハーバークリーク - ペンステイトエリー（ベーレンド） |

## 教育

### 公共教育学区

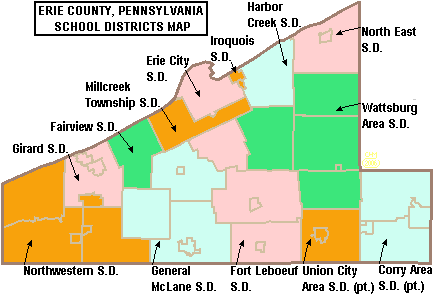
エリー郡教育学区の区分図

- コリー地域教育学区
- エリー市教育学区
- フェアビュー教育学区
- フォートルビューフ教育学区
- ジェネラルマクレイン教育学区
- ジラード教育学区
- ハーバークリーク教育学区
- イロコイ教育学区
- ミルクリーク・タウンシップ教育学区
- ノースイースト教育学区
- ノースウェスタン教育学区
- ユニオンシティ地域教育学区
- ワッツバーグ地域教育学区

### 私立学校
ペンシルベニア州は盲聾者用チャーター・スクールを含め36の私立学校に認可を与えている。これらの学校に通う生徒は州全体から来ている。私立学校は州私学委員会から免許を与えられる。重度の障害がある生徒には無料で特別な教育を実施する。これら学校の授業料は60%を州が負担し、40%を生徒の住む地元教育学区が負担する。州内には教育省が予算を承認するチャーター私学4校と非チャーター私学30校がある。これらの学校は4,000日・生徒以上の特別教育を行っている。両親にはこれらについて料金を請求しない.。2009年、州教育省は認可された私立学校の生徒授業料について9,800万米ドルを手当てし、盲聾者用チャーター・スクールに通う生徒には3,680万米ドルを手当てした。

## 公園とレクリエーション
エリー郡には州立公園が下記の2か所ある。どちらもエリー湖岸にある
- エリーブラフス州立公園 - 最新の州立公園の1つ
- プレスクアイル州立公園 - 最古の州立公園の1つ

## その他の公園、保護地、自然地域
- シックスマイル・クリーク公園[14]
- ヘッドウォーターズ公園[15]
- フロンティア公園[16]
- アズベリーウッズ自然センター[17]
- アズベリー農園コミュニティパーク
- グレンウッド公園
- シェイズビーチ公園
- スコット公園
- ハーバークリーク・コミュニティパーク
- ザック公園

## ゴルフ場
- レイクビュー・カントリークラブ[18]
- ゴスペルヒル・ゴルフコース[19]
- ローレンスパーク・ゴルフクラブ[20]
- カークワ・クラブ[21]
- エリー・ゴルフクラブ[22]
- ウィスパリングウッズ・ゴルフクラブ[23]
- グリーンメドウズ・ゴルフコース[24]
- ジョセフ・C・マーティン・ファミリー・ゴルフセンター[25]
- カルバートソンヒルズ・ゴルフコース[26]
- エルクバレー・ゴルフコース[27]
- オーバーレイク・ゴルフコース[28]

## ワイン醸造所
- アロウヘッド・ワインセラーズ[29]
- マザ・ビニヤーズ[30]
- ペンショア・ビニヤーズ[31]
- コートヤード・ワイナリーズ[32]
- レイクビュー・ワインセラーズ[33]
- サウスショア・ワイン・カンパニー[34]
- ヘリテイジ・ワインセラーズ[35]
- プレスクアイル・ワインセラーズ[36]
- シックスマイル・セラーズ[37]

## ビール醸造所
- ザ・ブルワリー・アット・ユニオン・ステーション[38]
- レイバリー・ブルイング・カンパニー[39]
- エリー・ブルイング・カンパニー[40]

## 行事
- セレブレイト・エリー[41]
- ワイン祭[42]
- ビア・オン・ザ・ベイ[43]
- ブルース・アンド・ジャズ祭[44]
- ロア・オン・ザ・ショア・バイクラリー[45]
- エリー夏の芸術祭[46]
- エリー・ワイルドリブ・クックオフ&音楽祭[47]
- ビュッフェ・オン・ザ・ベイ[48]
- エリー・マイクロブルー・フェスト
- ペインジリ・グリーク祭[49]
- トロイカ・ロシア祭[50]
- ノースイースト桜祭り[51]
- ウォーターフォード・ヘリテイジ・デイズ[52]
- セントポールのイタリア祭
- ザバワ・ポーランド祭[53]
- エリー郡祭[54]